# Cohors II Montanorum
Die Cohors II Montanorum [milliaria] (deutsch 2. Kohorte der Bergbewohner [1000 Mann]) war eine römische Auxiliareinheit. Sie ist durch eine Inschrift belegt.

## Namensbestandteile
- Montanorum: der Bergbewohner. Die Soldaten der Kohorte wurden bei Aufstellung der Einheit auf dem Gebiet der römischen Provinzen Raetia und Noricum rekrutiert.

- milliaria: 1000 Mann. Je nachdem, ob es sich um eine Infanterie-Kohorte (Cohors milliaria peditata) oder einen gemischten Verband aus Infanterie und Kavallerie (Cohors milliaria equitata) handelte, lag die Sollstärke der Einheit entweder bei 800 oder 1040 Mann.

Da es keine Hinweise auf den Namenszusatz equitata (teilberitten) gibt, ist davon auszugehen, dass es sich um eine reine Infanterie-Kohorte (Cohors milliaria peditata) handelte. Die Sollstärke der Einheit lag daher bei 800 Mann, bestehend aus 10 Centurien mit jeweils 80 Mann.

## Geschichte
Die Einheit ist nur durch eine einzige Inschrift belegt, die in Leptis Magna gefunden wurde.

## Standorte
Standorte der Kohorte sind nicht bekannt.

## Angehörige der Kohorte
Ein Kommandeur der Kohorte, [...] Caecilia[...] ist durch die Inschrift (AE 1957, 232) bekannt.